# Cewka zapłonowa

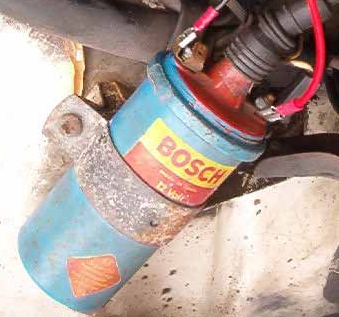
Kielichowa cewka zapłonowa

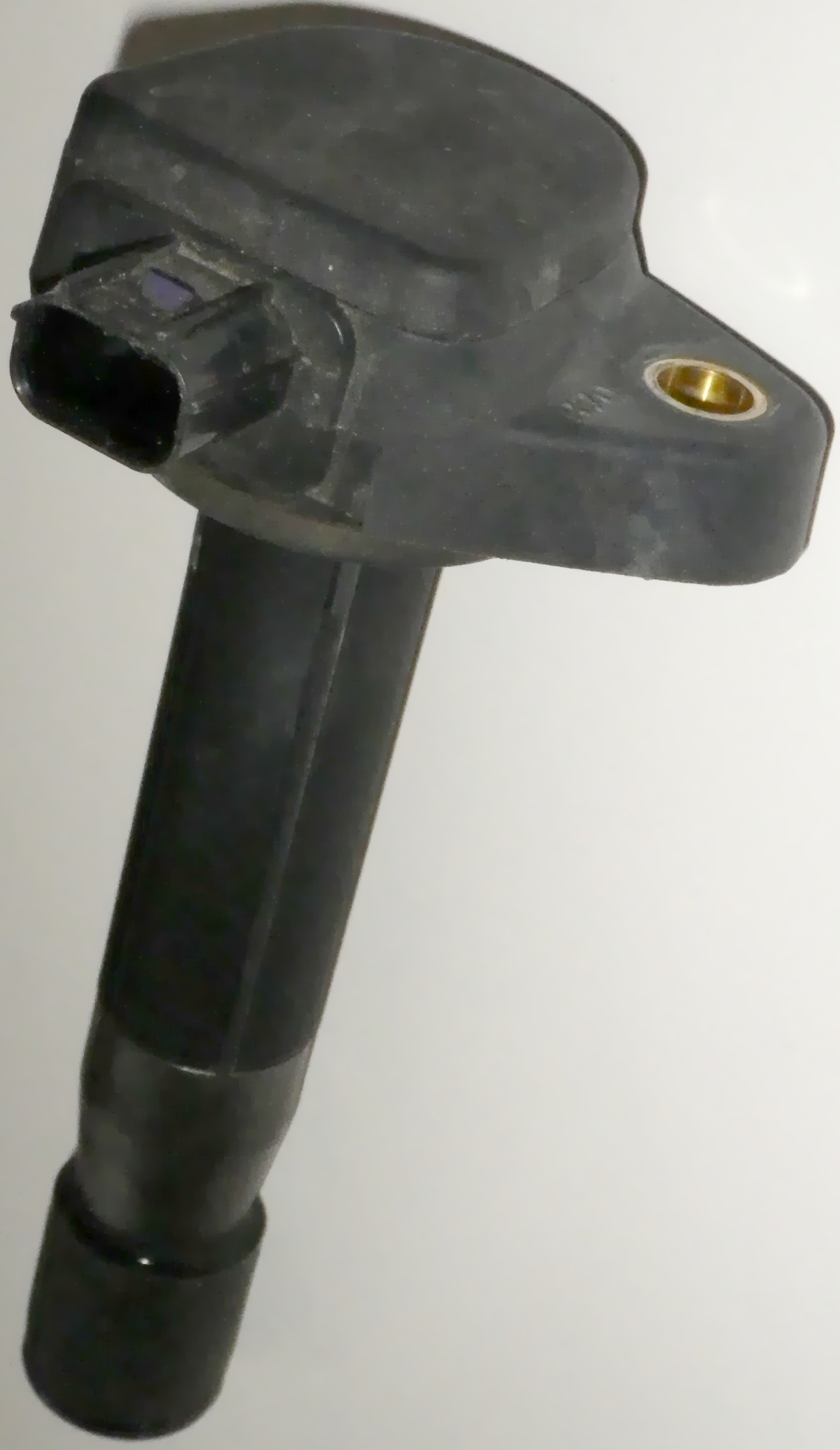
Świecowa cewka zapłonowa.

Cewka zapłonowa – transformator impulsowy (właściwie: induktor) w bateryjnym układzie zapłonowym silników spalinowych. Uzwojenie pierwotne transformatora zawiera kilkadziesiąt zwojów, a uzwojenie wtórne kilka tysięcy zwojów. Obwód uzwojenia pierwotnego jest cyklicznie w odpowiednich momentach pracy silnika przerywany przez przerywacz mechaniczny lub elektroniczny. Rozłączenie uzwojenia pierwotnego powoduje gwałtowny spadek natężenia prądu w uzwojeniu pierwotnym, które wywołuje skok napięcia na uzwojeniu wtórnym, dającego iskrę na świecy zapłonowej. Skok napięcia w momencie załączania uzwojenia pierwotnego jest znacznie mniejszy niż przy rozłączaniu i nie powoduje iskry albo wprowadza się w układzie diody uniemożliwiające wystąpienie iskry. Silniki o takim systemie zapłonu nazywane są silnikami o zapłonie iskrowym.
Wyróżnia się typy cewek zapłonowych:
- Cewki zapłonowe kielichowe - pierwsza technologia cewek, duża cewka w kształcie walca (kielicha) zawiera tylko transformator o przełożeniu około 1:100, stosowane w samochodach do lat 80. XX w., w których stosowano przerywacz mechaniczny i rozdzielacz wysokiego napięcia.
- Cewki zapłonowe w instalacjach z rozdzielaczem -  zmodyfikowane cewki pierwszej generacji, stosowane w samochodach produkowanych w latach 90. XX w, współpracujące z elektronicznym układem zapłonowym. Cewki te mają mniejszy opór uzwojenia pierwotnego.
- Cewki zapłonowe blokowe - urządzenia będące zespołem cewek stosowanych w układach zapłonowych z elektronicznym układem zapłonowym i bez rozdzielacza. Układy w technologii jednoiskrowej zawierają taką liczbę cewek jak liczba cylindrów w silniku. W technologii dwuiskrowej jedna cewka zasila dwie świece. Strony wtórne cewek tej generacji mogą zawierać diody wysokonapięciowe włączone szeregowo między cewkę a świecę.
- Cewki zapłonowe świecowe - zminiaturyzowane cewki zapłonowe, zintegrowane z układem elektronicznym załączania cewki, instalowane bezpośrednio na świecy. Najczęściej stosowane rozwiązanie w samochodach produkowanych w XXI w.
- Systemy cewek zapłonowych (listwy cewek) - zintegrowane układy cewek naświecowych, wewnętrznie stanowią układy cewek świecowych (jednoiskrowe) lub układy cewek dwuiskrowych.